# Buiten Wittevrouwen
Buiten Wittevrouwen is een buurt in de wijk Oost in Utrecht.

## Geschiedenis

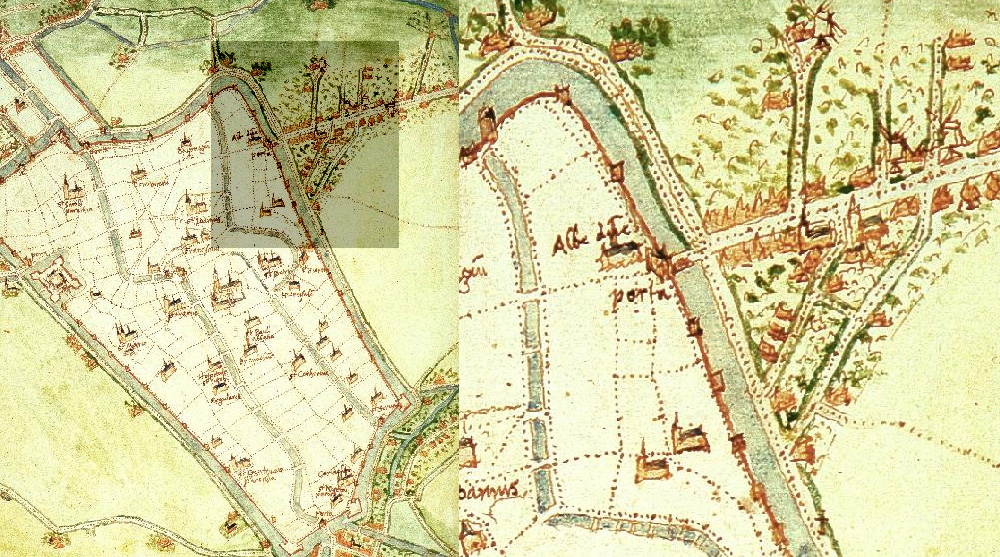
Kaart uit 1569 van Utrecht met rechts een uitsnede van het gebied Buiten Wittevrouwen. Het gebied kende toen ook al bebouwing.

Buiten Wittevrouwen is gelegen aan de oostzijde van het oude centrum van Utrecht. Rond 1122 kreeg Utrecht stadsrechten en werd omringd met een stadswal/stadsmuur en een verdedigingsgracht (de voormalige Stadsbuitengracht). Utrecht bestond voor eeuwen vrijwel alleen binnen deze gracht. Het centrum werd beschermd door de gracht en de stadsmuren, en er waren slechts enkele toegangen via stadspoorten. Door de stadspoorten ontstonden uitvalswegen met kleine nederzettingen. De bewoners of bedrijven werden vanwege de hoge grondprijs de stad uit gedwongen, of zorgden voor overlast of gevaar binnen de stadsmuren.
Aan de zuidzijde van de huidige Biltstraat, de toegangsweg vanuit het oosten richting de Wittevrouwenpoort, werd daarom ook al vroeg gebouwd. Bronnen spreken over de 12e en 13e eeuw, na de bouw van de stadsmuur. Deze nederzettingen zijn later de kernen geworden van het nieuwe stadsdeel Buiten Wittevrouwen. In de 17e eeuw, toen Utrecht profiteerde van de welvaart van de Hollandse steden en de Universiteit Utrecht werd opgericht, werd aan de oostzijde van Utrecht in 1636 een maliebaan gebouwd, waarop door de Universiteit spelen werden georganiseerd. Later zou de Maliebaan nog in gebruik zijn als oefenterrein voor de Franse bezetters alvorens het zijn huidige gedaante zou krijgen.
Nadat in de 19e eeuw de stadsmuren hun functie hadden verloren en gesloopt werden, ontstond er mogelijkheid tot uitbreiding van Utrecht. Dit was ook noodzakelijk want in een halve eeuw tijd was de bevolking vrijwel verdubbeld. De grond van Buiten Wittevrouwen werd grotendeels door particulieren opgekocht en bebouwd. Dit gebeurde zonder een overzichtsplan en er werd gebouwd volgens de eigendomsverdelingen. Resultaat van deze bouw was dat er een groot aantal slechte woningen was gebouwd zonder bestrating. Gaten in de bebouwing werden opgevuld met kleine huisjes. Een rechtlijnig stratenpatroon werd niet aangehouden.
Na een raadscommissierapport uit 1868 over de slechte woontoestanden in onder andere Buiten Wittevrouwen werd een plan opgesteld om in de buurt tot betere woningen te komen. Bij de nieuwbouw is grotendeels het oude stratenpatroon gehandhaafd. De onlogische opzet hiervan is nog steeds terug te vinden in de wijk. In latere nieuwbouwwijken van Utrecht kwamen er logischer stratenpatronen en was er ook meer ruimte voor openbaar groen. Het grootste deel van Buiten Wittevrouwen is sindsdien grotendeels onveranderd gebleven.
Eind jaren ’60 waren er plannen van de gemeente Utrecht voor een grote doorbraak in Buiten-Wittevrouwen van noord naar zuid door het gebied om ruimte te maken voor een ringweg door Utrecht, maar deze plannen zijn nooit uitgevoerd. Stadsvernieuwing vond wel op grote schaal plaats in het gebied ten westen van Kruisstraat, waar in de ’80 het Steven Butendiekplateau werd gebouwd.
Buiten Wittevrouwen is een wijk die pas betrekkelijk laat officieel tot Utrecht behoorde, maar de eeuwen ervoor al een functie had voor de stad. Met kleine uitzonderingen is het gebied dezelfde als anderhalve eeuw geleden.

## Ligging
De buurt wordt gekenmerkt door de winkelstraat Nachtegaalstraat. Haaks op deze hoofdstraat staan weer een paar andere langere straten. Daartussen bevinden zich weer kleinere straatjes met arbeiderswoningen van het dakgoottype, bijvoorbeeld de Kerkdwarsstraat en de Tulpstraat. De buurt grenst aan de (sub)wijken Oudwijk, Wittevrouwen en Binnenstad. De grenzen van de buurt worden gevormd door de Maliebaan, de Maliesingel en de Biltstraat. Tussen deze begrenzing van Wittevrouwen met Buiten Wittevrouwen liggen ook twee parken, het Hogelandsepark en het Oorsprongpark.

## Bevolking en wonen

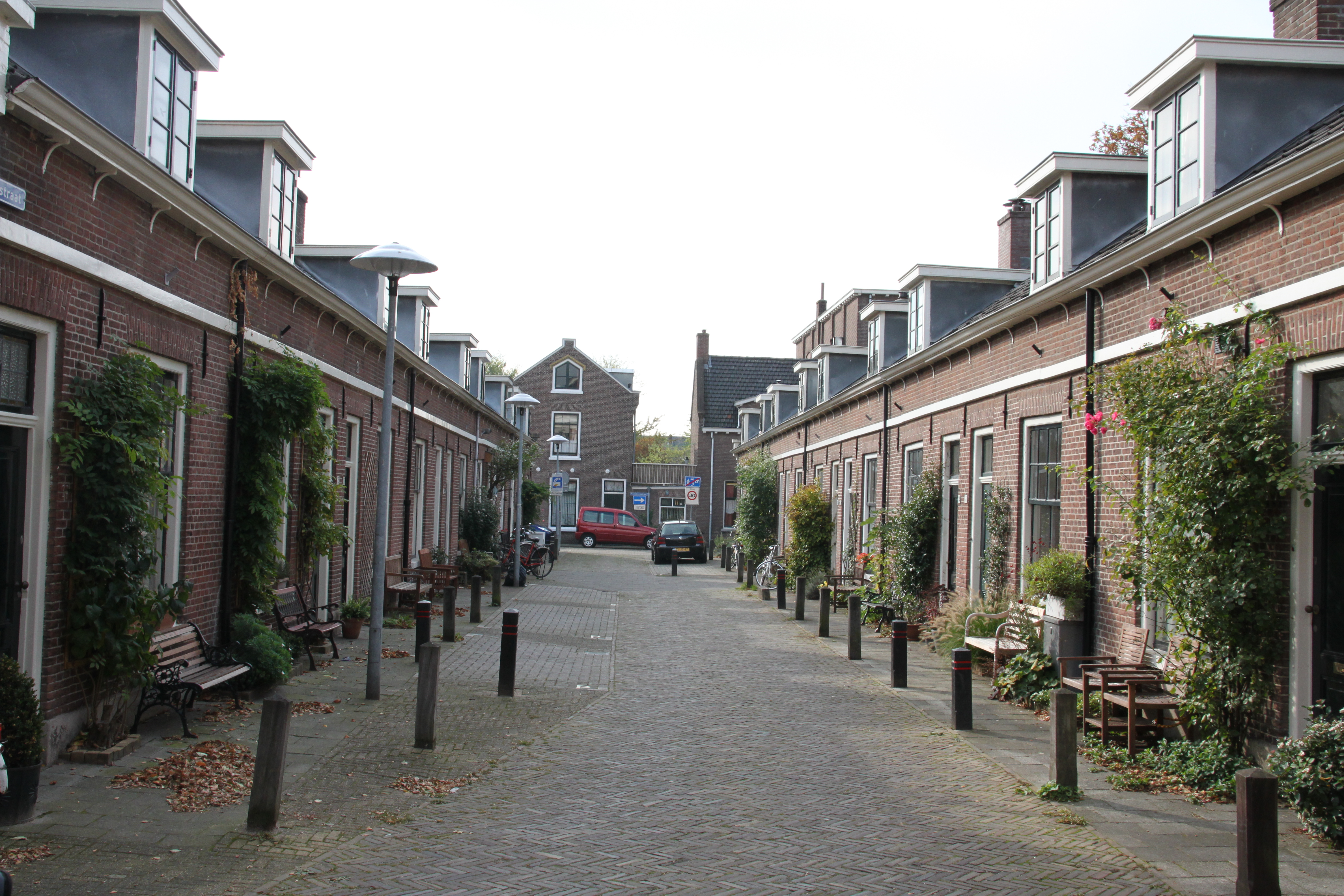
Arbeiderswoningen in Buiten-Wittevrouwen.

De buurt Buiten Wittevrouwen is als onderdeel van wijk Oost een van de best gewaardeerde buurten van de gemeente Utrecht. Buiten Wittevrouwen krijgt in het ‘algemeen buurtoordeel’ een 7,8, ruim hoger dan het gemiddelde rapportcijfer van dat op 7,1 ligt. Hetzelfde geldt voor de wijk ernaast, Oudwijk, en de omliggende subwijken Wilhelminapark en Rijnsweerd. De goede staat van Wittevrouwen komt mede door de aanwezigheid van kwalitatief hoogwaardige buurten in haar omgeving. Doordat de subbuurt Buiten Wittevrouwen/Oudwijk ook goed scoorde en blijft scoren op alle belangrijke thema's bij de wijkvergelijking van de gemeente Utrecht en dit ook blijft doen, weet deze buurt haar aantrekkingskracht te behouden.
Binnen de wijk Oost is een grote diversiteit aan woongebieden. Waar Oudwijk en Buiten Wittevrouwen vrij kleinschalig zijn is Rijnsweerd juist weer ruim opgezet en beschikt deze over grote kantoren en ruime infrastructuur, een goede aanvulling op de andere buurten. Binnen wijk Oost is een grote aanwezigheid van openbaar vervoer, tevens is Rijnsweerd, in verband met bedrijfshuisvesting, ook goed bereikbaarheid met eigen vervoer. Ook heeft de aanwezigheid van de vestigingen van het Universitair Medisch Centrum, Universiteit en Hogeschool in grote mate bijgedragen aan de werkgelegenheid die in wijk Oost twee keer zo hoog ligt als gemiddeld in Utrecht.

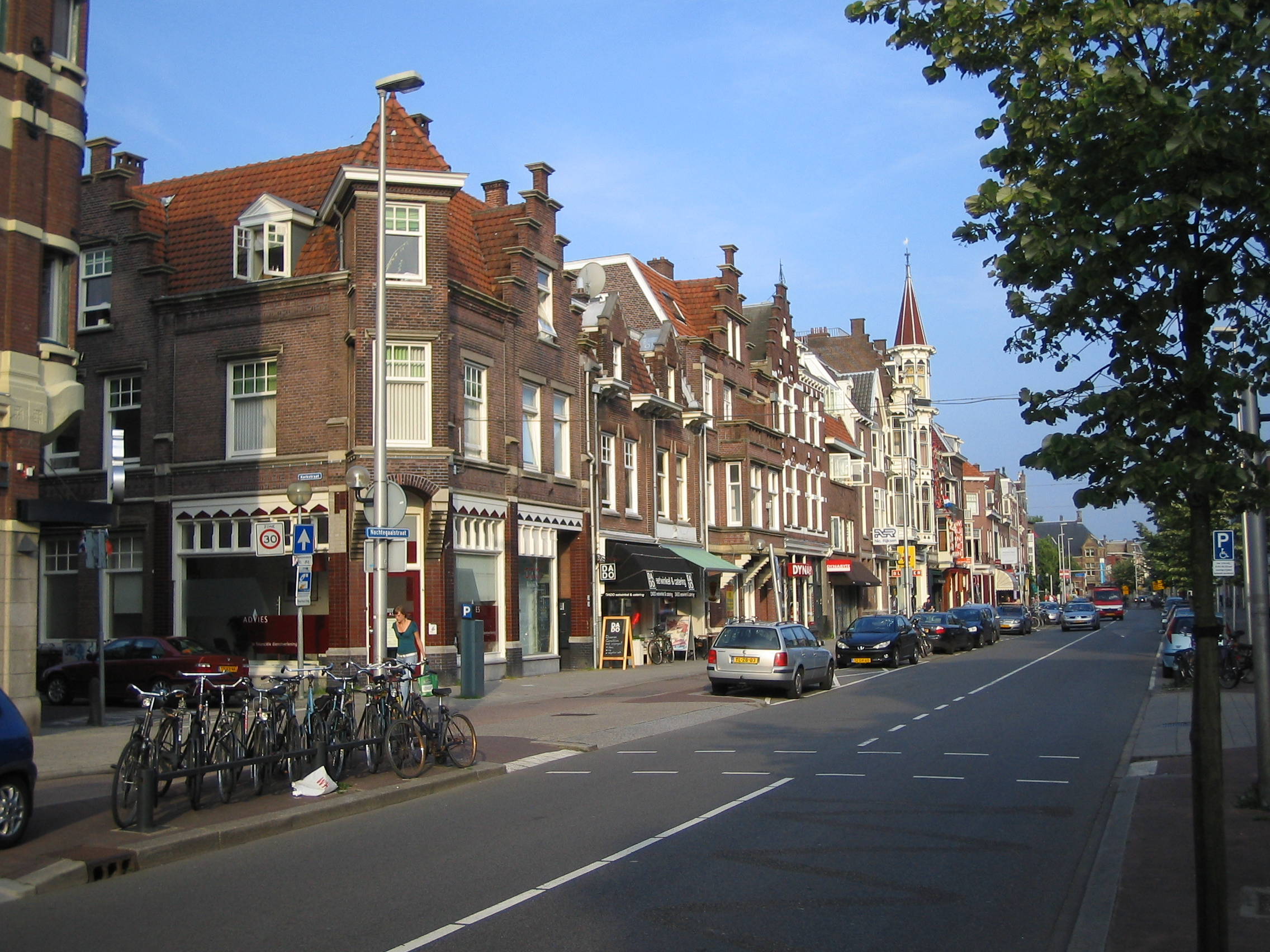
De Nachtegaalstraat is een drukke winkelstraat die dwars door de wijk loopt.

In dit geval zorgt de werkgelegenheid ook voor grote verkeersstromen richting De Uithof en Rijnsweerd en zorgt daarmee voor nogal wat hinder bij de omliggende buurten. Hoewel overlast van verkeer in Buiten Wittevrouwen sterk is verminderd de afgelopen jaren blijft het tijdens de spitstijden moeilijk om eenvoudig de stad uit te komen.
In de buurt Buiten Wittevrouwen wonen volgens tellingen 4.331 mensen. Hiervan hebben 3.539 personen een leeftijd tussen de 18 en 64 jaar oud en slechts 283 personen zijn ouder dan 65. In de wijk wonen vooral veel jonge volwassenen, in 2009 viel 31% van de bevolking onder deze categorie, een lichte stijging ten opzichte van 2006. Deze cijfers geven al snel een goede eerste indruk van deze wijk. Een drukke wijk dicht bij het centrum van Utrecht en tevens vlak bij de werkgelegenheid aan de randen van stad waardoor deze wijk aantrekkelijk is voor de jonge (kapitaalkrachtige) werkende bevolking. Het aantal kinderen (tussen de 0 en 17 jaar) in deze buurt staat op 499. Een feit dat ook direct een verklaring is voor de aanzienlijke aanwezigheid van buitenschoolse- en kinderopvang in deze buurt. Toch is slechts 10% van het totaal aantal inwoners van Buiten Wittevrouwen/Oudwijk ‘samenwonend met kinderen’. Van de overige personen is 65% is alleenstaand en 20% samenwonend zonder kinderen.
Er wonen relatief weinig allochtonen in de subbuurt Buiten Wittevrouwen/Oudwijk, hierbij valt vooral het kleine aantal Marokkanen en Turken (1,5%) op. Wel wonen er veel westerse allochtonen in deze en omringende wijken waarvan meer dan de helft reeds van de tweede generatie is.
De buurt Buiten Wittevrouwen op zich wordt gekenmerkt door de Nachtegaalstraat, een winkelstraat die dwars door het centrum van de buurt heen loopt. Haaks op deze straat lopen enkele grotere straten waar in het centrum van de buurt verschillende kleinere straatjes met arbeiderswoningen lopen. Er is dus wel sprake van een kleine mate van segregatie binnen de wijk. Aan de ene kant is de Maliebaan en de Biltstraat met een elegante omgeving, twee dure buurten, waar mensen wonen met gemiddeld zeer hoge inkomens. Aan de andere kant zijn er kleine straatjes met oudere arbeiderswoningen met achterstallig onderhoud, bewoond door mensen met lagere inkomens.

### Negatieve ontwikkelingen
Het gevoel van onveiligheid in de buurt is de afgelopen jaren langzaam gestegen, het zit weliswaar nog steeds onder het stedelijk gemiddelde maar het is wel een ontwikkeling in de verkeerde richting. Er is meer overlast van jongeren en er is een stijging in het aantal inbraken of pogingen daartoe.

De parkeerdruk blijft hoog. De buurt heeft te maken met een hoog autobezit, waaronder veel tweede auto's. De aanwezigheid van veel alleenstaande huishoudens draagt hier ook aan bij. Dit is duidelijk zichtbaar bij een kort bezoek aan de wijk, op plaatsen waar veel werk te vinden is zijn de parkeerplaatsen vaak overbezet. In het centrum van de buurt, en dan met name bij de kleinere bedrijven, schieten de kleine parkeervakken in de nauwe straten aanzienlijk te kort.

### Positieve ontwikkelingen
De tevredenheid over de jongerenvoorzieningen is in Buiten Wittevrouwen gestegen, deze ligt nu ruim boven het stedelijk gemiddelde. Dit is niet opvallend gezien de hoeveelheid groen in de nabije omgeving. Wanneer men de wijk bezoekt kan het niet ontgaan zijn dat de wijken in de omgeving over behoorlijk wat groen beschikken waar Buiten Wittevrouwen ook haar voordeel mee doet. Bij verder kijken merkt men zelfs dat er tussen de woningblokken in de buurt ook nog verschillende parken liggen.
Ofschoon de geluidsoverlast nog altijd aanzienlijk is, is er langzaam een positieve ontwikkeling gaande. Nu klaagt nog 14% van de bewoners over last van geluidsoverlast door verkeer in plaats van de 18% twee jaar daarvoor. De maatregelen voor de afname van geluidsoverlast zijn ook al langere tijd herkenbaar in het straatbeeld. Veel eenrichtingsverkeer en parkeerplaatsen tegen betaling of voor vergunninghouders schrikken het overbodige vervoer af. Veel kapitaalkrachtige tweeverdieners en alleenstaanden bevolken deze buurt. Op deze manier kunnen zij rustig midden in de stad wonen en tevens dicht bij de werkgelegenheid zijn. Door de goede kwaliteit van de buurt, omgeving en door kapitaalkrachtige bewoners die kunnen investeren in de eigen woning blijft de kwaliteit van de buurt op peil, en zal de buurt dezelfde groep mensen blijven aantrekken.

## Typering wijk
De wijk is architectonisch zeer bijzonder, zij is de fraaie voorgevel van Utrecht Oost. Men zou de wijk kunnen omschrijven als een meer 'casual' uitvoering van het statige Wittevrouwen. Er is een kleine segregatie binnen de wijk. Aan de ene kant is er de Maliebaan en de Biltstraat en hun omgeving, twee statige en chique buurtjes, met gemiddeld zeer hoge inkomens. Aan de andere kant heb zijn er kleine straatjes en hofjes met oudere arbeiderswoningen, vaak zeer klein en soms in verloederde staat.

## Kenmerken
Belangrijke kenmerken van Buiten Wittevrouwen zijn onder andere de Nachtegaalstraat, de Oorsprong, en het Museum Maluku, voorheen het Moluks Historisch Museum.

## Toekomst van de wijk
Op korte termijn zijn er geen grote specifieke structurele plannen voor Buiten Wittevrouwen. Toch zijn er wel veel kleine verbouwingen en verhuizingen bezig. In een tabel van het rapport van de Regionale woningmarktmonitor is te zien dat voor veel locaties in Buiten Wittevrouwen ook het gebiedskenmerk 'functieveranderinglocatie' staat opgegeven.
Buiten Wittevrouwen is een typisch voorbeeld van gentrification. Vroeger woonden er veel Turken en Marokkanen. Na verloop van tijd zijn er veel post-studenten de buurt gaan ontdekken en wilden steeds meer post-studenten er wonen. Huizen werden opgekocht voor veel geld en veel Turken en Marokkanen zijn er weggetrokken. Nu wonen veel van die Turken en Marokkanen in Kanaleneiland. Veel bewoners van nu weten niet dat Buiten Wittevrouwen vroeger zo verpauperd was. In de toekomst zal het aantal post-studenten toenemen en zal de buurt steeds kapitaalkrachtiger worden, ook andere rijke groepen hebben steeds meer interesse in het wonen in die buurt. Nu al zijn de huizenprijzen aan het stijgen en worden de wachtlijsten voor een woning steeds langer. Buiten Wittevrouwen wordt een steeds aantrekkelijkere buurt om te wonen en zal daardoor steeds duurder worden.

## Trivia
- Net als Wittevrouwen, Wittevrouwensingel en Wittevrouwenstraat heeft Buiten Wittevrouwen zijn naam te danken aan het voormalige Wittevrouwenklooster dat ooit in Utrecht heeft gestaan.

Abstede · Buiten Wittevrouwen · Galgenwaard · Lodewijk Napoleonplantsoen en omgeving · Maarschalkerweerd · Oosterbuurt · Oudwijk · Rijnsweerd · Rubenslaan en omgeving · Schildersbuurt · Sterrenwijk · Tolsteegsingel en omgeving · Utrecht Science Park · Watervogelbuurt · Wilhelminapark en omgeving